# Scelotes sexlineatus
Scelotes sexlineatus är en ödleart som beskrevs av  Harlan 1824. Scelotes sexlineatus ingår i släktet Scelotes och familjen skinkar. Inga underarter finns listade i Catalogue of Life.